# Petrovce nad Laborcom
Petrovce nad Laborcom (bis 1948 „Petrovce“; ungarisch Petróc) ist eine Gemeinde im Osten der Slowakei mit 1128 Einwohnern (Stand 31. Dezember 2024), die zum Okres Michalovce, einem Teil des Košický kraj, gehört und in der traditionellen Landschaft Zemplín liegt.

## Geographie
Die Gemeinde befindet sich im Nordteil des Ostslowakischen Tieflands am rechten Ufer des Laborec, unweit der Stelle, wo ein Kanal Richtung Stausee Zemplínska šírava abzweigt. Das Ortszentrum liegt auf einer Höhe von 119 m n.m. und ist fünf Kilometer von Michalovce entfernt.
Nachbargemeinden sind Nacina Ves im Norden, Zbudza im Nordosten, Michalovce im Osten und Süden, Suché im Südwesten und Lesné im Westen.

## Geschichte
Der Ort wurde zum ersten Mal 1254 als villa Peotry schriftlich erwähnt, bis zum 17. Jahrhundert erscheinen regelmäßig die Formen Petroch, Petrouch und Petrowch in den Urkunden. Den Namen erhielt die Ortschaft wohl vom Vornamen des ersten Gutsbesitzers. Unter bisher nicht näher bekannten Umständen kam der Besitz zum Anfang des 14. Jahrhunderts jedoch zu den Adligen von Großmichel, die ihn bis zum 17. Jahrhundert behielten. 1374 gab es eine noch nicht fertiggestellte Kirche sowie zwei Mühlen, 13 Bauernfamilien waren in der Landwirtschaft tätig, neun Bauernhöfe waren jedoch verlassen. 1600 waren hier nur acht Untertanen-Häuser bewohnt, weitere Auswanderungswellen dauerten bis zum Anfang des 18. Jahrhunderts.
1787 hatte die Ortschaft 34 Häuser und 264 Einwohner, 1828 zählte man 60 Häuser und 450 Einwohner, die von Forst- und Landwirtschaft lebten.
Bis 1918/1919 gehörte der im Komitat Semplin liegende Ort zum Königreich Ungarn und kamen danach zur Tschechoslowakei beziehungsweise heute Slowakei.

## Bevölkerung
| Jahr                | 1994 | 2004    | 2014    | 2024     |
| ------------------- | ---- | ------- | ------- | -------- |
| Anzahl der Personen | 887  | 966     | 1018    | 1128     |
| Unterschied         |      | +8,90 % | +5,38 % | +10,80 % |

| Jahr                | 2023 | 2024    |
| ------------------- | ---- | ------- |
| Anzahl der Personen | 1107 | 1128    |
| Unterschied         |      | +1,89 % |

Nach der Volkszählung 2011 wohnten in Petrovce nad Laborcom 996 Einwohner, davon 942 Slowaken, neun Roma, sieben Russinen und zwei Tschechen. 36 Einwohner machten diesbezüglich keine Angabe. 514 Einwohner bekannten sich zur römisch-katholischen Kirche, 386 Einwohner zur griechisch-katholischen Kirche, 22 Einwohner zur orthodoxen Kirche, vier Einwohner zur reformierten Kirche, drei Einwohner zur evangelischen Kirche A. B. und jeweils zwei Einwohner zu den Zeugen Jehovas sowie zur altkatholischen Kirche; zwei Einwohner bekannten sich zu einer anderen Konfession. Neun Einwohner waren konfessionslos und bei 52 Einwohnern wurde die Konfession nicht ermittelt.

## Bauwerke
- römisch-katholische Dreifaltigkeitskirche aus dem 20. Jahrhundert

## Verkehr
Durch Petrovce nad Laborcom verläuft die Straße 1. Ordnung 18 zwischen Michalovce und Strážske. Der Ort besitzt eine Haltestelle an der Bahnstrecke Michaľany–Medzilaborce mesto–Łupków mit wenigen täglichen Nahverkehrszügen.